# Андреа Беніке
Андреа Беніке (рум. Andreea Bănică; нар. 21 червня 1978, Ефоріє Суд, жудець Констанца, Румунія) — румунська співачка. Разом з Клаудією Патраскану і Юлією Челару була учасницею групи Exotic, згодом створила групу Блонді з Крістіною Рус, після чого почала дуже успішну сольну кар'єру. Беніке завоювала нагороди на фестивалях RMA, Romanian Top Hits, MTV Music Awards і багатьох фестивалях балканської музики. У Бразилії, Румунії, Болгарії та Сербії, її пісні досягли вершини хіт-парадів.

## Біографія
Андреа дебютувала у музичному шоу-бізнесі на Festivalul Mamaia 1998 року. Разом з Клаудією Патраскану та Юлією Челару заснувала перший жіночий гурт «Exotic». Їх перша пісня «Play» мала великий успіх. За два роки «Exotic» випустив два альбоми: «Sexxy» і «Pasional», три сингли («Uita-ma», «Sexy» та «Un sarut»), на всі пісні зняті кліпи.
Після розпаду «Exotic» Андреа Беніке, як й інші учасниці групи, продовжила музичну кар'єру. У 2000 році вона з Христиною Рос заснувала гурт Blondy. Гурт випустив три альбоми («Atat de aproape», «O parte din tine», «Dulce si amar»), шість відео і отримав нагороду на радіо Romania Actualitati в 2003 році. У 2004 році Христина залишила гурт і почала сольну кар'єру.
Деякий час Андреа Беніке продовжувала виступати під колишнім ім'ям. Разом з продюсером Laurentiu Dut вона записала два сингли: «Indragostiti», «Dulce si amar» і свій перший сольний альбом «Dansez, dansez». Її першим успіхом стала пісня «Dance, Dance», і її популярність продовжувала зростати. Пісня «Fiesta» досягла першого місця у всіх чартах румунської музики, на MTV Awards Баніка отримала нагороду в категорії «Найкращий сольний виконавець». В цей час вона вирішила відмовитися від назви «Блонді» і вийшла на сцену зі своїм ім'ям — Андреа Беніке.
Другий сольний альбом був названий «Rendezvous». До нього було включено сингл «Fiesta», а також сингл «Rendezvous», що дав назву альбому.
Андреа Беніке на початку 2008 року випустила своє нове відео на пісню «Incredere», який був знятий Драгосом Булігою, і почала роботу над новим альбомом. Навесні того ж року на сцені з'явився новий сингл «Hooky Song» разом з Smiley. Пісня була написана композиторами, які працювали з такими артистами, як Леона Льюїс та OneRepublic. На пісню був знятий кліп, режисер — Юліан Мога.
У 2009 році співачки народила другу доньку. Хоча ніхто не очікував, що Андреа повернеться на сцену, в середині березня вона випускає кліп на пісню «Le Ri Ra». У серпні 2009 року Андреа випустила новий сингл: «Samba» у співпраці з Dony.
У 2010 році на RMA Андреа отримала нагороду в номінації «Найкраще відео» за відео «Samba». Також в 2010 році виступає в серії концертів в Болгарії, під час туру, який просуває найвідоміших артистів. У результаті «Samba» став найпопулярнішим синглом 2010 року в Болгарії.
На початку 2011 року Андреа випускає Best Of album — збірка найвідоміших пісень — і новий сингл — «Sexy». У ARR Awards 2011 пісня «Love in Brasil» названа найкращою піснею латинського континенту.

## Дискографія

### Студійні альбоми
- 2005: Dansez, Dansez
- 2007: Rendez-vous

### EP
- 2010: Love in Brazil